# Comptes Rendus Biologies
Comptes Rendus Biologies (de titel is deels Frans en deels Engels) is een internationaal, aan collegiale toetsing onderworpen wetenschappelijk tijdschrift op het gebied van de biologie.
De naam wordt in literatuurverwijzingen meestal afgekort tot C. R. Biol.
Het wordt uitgegeven door Elsevier namens de Franse Académie des sciences en verschijnt maandelijks.
Comptes Rendus Biologies is een onderdeel van het in 1666 opgerichte Comptes rendus de l'Académie des sciences dat is ontstaan tijdens een nieuwe onderverdeling van het tijdschrift in 2001. Het is min of meer een opvolger van Comptes Rendus de l'Académie des Sciences. Series III, Sciences de la vie, dat van 1980 tot 2001 bestond.